# Nejproduktivnější hráč Liiga
Trofej Veli-Pekka Ketolana (finsky Veli-Pekka Ketola -palkinto) je ocenění ve finské hokejové lize SM-liiga. Cenu se uděluje hráči s nejvíce nasbíranými body po základní části.

## Vítězové
| Sezóna                      | Počet bodů | Hráč                           | Tým                                 |
| --------------------------- | ---------- | ------------------------------ | ----------------------------------- |
| 1977/1978                   | 60         | Henry Saleva                   | Oulun Kärpät                        |
| 1978/1979                   | 72         | Veli-Pekka Ketola              | Porin Ässät                         |
| 1979/1980                   | 87         | Matti Hagman                   | HIFK Hockey                         |
| 1980/1981                   | 76         | Reijo Leppänen                 | TPS Turku                           |
| 1981/1982                   | 70         | Reijo Leppänen                 | TPS Turku                           |
| 1982/1983                   | 64         | Matti Hagman                   | HIFK Hockey                         |
| 1983/1984                   | 69         | Matti Hagman                   | HIFK Hockey                         |
| 1984/1985                   | 67         | Matti Hagman                   | HIFK Hockey                         |
| 1985/1986                   | 71         | Arto Javanainen                | Porin Ässät                         |
| 1986/1987                   | 93         | Kari Jalonen                   | Oulun Kärpät                        |
| 1987/1988                   | 69         | Esa Keskinen                   | TPS Turku                           |
| 1988/1989                   | 81         | Raimo Summanen                 | Ilves-Hockey                        |
| 1989/1990                   | 70         | Raimo Summanen                 | Ilves-Hockey                        |
| 1990/1991                   | 73         | Teppo Kivelä                   | Hämeenlinnan Pallokerho             |
| 1991/1992                   | 70         | Mikko Mäkelä                   | TPS Turku                           |
| 1992/1993                   | 59         | Esa Keskinen                   | TPS Turku                           |
| 1993/1994                   | 70         | Esa Keskinen                   | TPS Turku                           |
| 1994/1995                   | 74         | Saku Koivu                     | TPS Turku                           |
| 1995/1996                   | 72         | Juha Riihijärvi                | Lukko Rauma                         |
| 1996/1997                   | 59         | Petri Varis                    | Jokerit Helsinky                    |
| 1997/1998                   | 58         | Peter Larsson                  | Ilves-Hockey                        |
| 1998/1999                   | 81         | Jan Čaloun                     | HIFK Hockey                         |
| 1999/2000                   | 78         | Kai Nurminen                   | TPS Turku                           |
| 2000/2001                   | 70         | Petri Varis                    | Jokerit Helsinky                    |
| 2001/2002                   | 61         | Janne Ojanen                   | Tappara Tampere                     |
| 2002/2003                   | 55         | Tomáš Kucharčík Jan Čaloun     | Hämeenlinnan Pallokerho Espoo Blues |
| 2003/2004                   | 62         | Timo Pärssinen                 | HIFK Hockey                         |
| 2004/2005                   | 59         | Steve Kariya                   | Ilves-Hockey                        |
| 2005/2006                   | 55         | Tony Salmelainen               | HIFK Hockey                         |
| 2006/2007                   | 61         | Martin Kariya                  | Espoo Blues                         |
| 2007/2008                   | 78         | Janne Pesonen                  | Oulun Kärpät                        |
| 2008/2009                   | 66         | Kim Hirschovits                | HIFK Hockey                         |
| 2009/2010                   | 69         | Jori Lehterä                   | Tappara Tampere                     |
| 2010/2011                   | 66         | Perttu Lindgren                | Lukko Rauma                         |
| 2011/2012                   | 62         | Ryan Lasch                     | Pelicans                            |
| 2012/2013                   | 59         | Juha-Pekka Haataja             | Oulun Kärpät                        |
| 2013/2014                   | 52         | Ville Vahalahti                | Lukko Rauma                         |
| 2014/2015                   | 58         | Kim Hirschovits                | Espoo Blues                         |
| 2015/2016                   | 59         | Kristian Kuusela               | Tappara Tampere                     |
| 2016/2017                   | 60         | Henrik Haapala                 | Tappara Tampere                     |
| 2017/2018                   | 60         | Antti Suomela                  | JYP Jyväskylä                       |
| 2018/2019                   | 55         | Malte Strömwall Ville Leskinen | KooKoo Kouvola Oulun Kärpät         |
| 2019/2020                   | 60         | Justin Danforth                | Lukko Rauma                         |
| 2020/2021                   | 55         | Petri Kontiola                 | Hämeenlinnan Pallokerho             |
| 2021/2022                   | 61         | Anton Levtchi                  | Tappara Tampere                     |
| 2022/2023                   | 64         | Michael Joly                   | Hämeenlinnan Pallokerho             |
| 2023/2024                   | 64         | Oula Palve                     | Ilves-Hockey                        |
| 2024/2025                   | 63         | Atro Leppänen                  | Vaasan Sport                        |
| Zdroj na eliteprospects.com |            |                                |                                     |